# FESPACO 2021
Le FESPACO 2021 est la 27e édition du Festival panafricain du cinéma et de la télévision de Ouagadougou. Il se déroule du 16 au 23 octobre à Ouagadougou. Le thème de cette édition est « Cinéma d’Afrique et de la diaspora, nouveaux talents, nouveaux défis », qui fait l'objet d'un colloque, et le pays invité d'honneur est le Sénégal.

## Déroulement

### Préparation et innovations
Initialement prévue du 27 février au 6 mars 2021 en raison de la Covid-19, elle a été reportée au mois d'octobre 2021. Cela a donné un peu plus de temps de préparation au nouveau délégué général nommé le 14 octobre 2020, Alex Moussa Sawadogo.
En avril 2021, la délégation générale met en place un conseil de sages composé de sept membres avec deux anciens secrétaires généraux du Fespaco : Alimata Salambere et Filippe Sawadogo, et cinq cinéastes : Regina Fanta Nacro, Abdoulaye Dao, Pierre Rouamba, Sanou Kollo et Dani Kouyaté.
Pour la première fois, le Fespaco rend public son comité de sélection, composé de critiques, spécialistes et universitaires africains (Pedro Pimenta, Djia Mambu, Thierno Ibrahima Dia, Katarina Hedren, Lina Chaabane, Boubacar Sangaré, Guy Désiré Yaméogo, Laza Razajanatovo). De nouvelles sélections sont ajoutées, comme la "Section Burkina" dotée du "Prix du Président du Faso", "Fespaco perspectives" consacrée aux 1ers et 2èmes films, "Fespaco Classics" avec les films récemment restaurés, ou "Fespaco Sukabè" avec les films ayant les jeunes comme cible principale.
Le plan populaire est renforcé par des projections gratuites en plein air sur la place de la Révolution et par la section consacrée au cinéma burkinabé, ainsi que des projections en plein air à la périphérie.
Du 4 au 7 novembre 2021, une édition spéciale du Fespaco est organisée à Bobo-Dioulasso.
L'accent est mis sur le plan professionnel avec "Fespaco Pro" : un nouveau dispositif consacré à l’accompagnement des films au stade de post-production, les "Ateliers Yennenga", permettent l’immersion des aspirants aux métiers du cinéma. Le programme de formation "Yennenga Académie" s’adresse aux jeunes qui ne sortent pas d’écoles de cinéma, tandis qu'animées par des critiques et universitaires, des discussions approfondies avec les réalisateurs et des masterclass ont lieu dans le cadre de "Yennenga Libooni". Toutes ces activités, ainsi que le marché du film MICA, sont regroupées au centre du festival, autour du siège du Fespaco.
Pour le délégué général, Alex Moussa Sawadogo, sur la question de ses relations avec le ministère de tutelle, "il faudrait que la délégation ait une certaine liberté de mettre en place ses propres équipes".

### Cérémonie d'ouverture
La cérémonie d'ouverture se déroule le samedi 16 octobre au Palais des Sports de Ouaga 2000. Elle a lieu sous la présidence du président Roch Marc Christian Kaboré, accompagné des ministres chargés de la Culture de six pays : Mme Harlette Badou N’Guessan Kouamé pour la Côte d’Ivoire, M. Michel Menga M'Essone pour le Gabon, Monsieur Mohamed Hamid pour le Niger, M. Kossi Gbényo Lamadokou pour le Togo, Mme Achta Djibrine Sy pour le Tchad, Mme Élise Foniyama Thiombiano Ilboudo pour le Burkina Faso, et M. Abdoulaye Diop pour le Sénégal, ainsi que de l'homme fort du Monde Iron Biby.

### Cérémonie de clôture
Le 23 octobre 2021, le palmarès est dévoilé : l'Étalon de Yennenga est remporté par le film somalien La Femme du fossoyeur de Khadar Ayderus Ahmed, l'Étalon d'argent par le film haïtien Freda de Gessica Généus et l'Étalon de bronze par le film tunisien Une histoire d'amour et de désir de Leyla Bouzid.

## Jury
Les présidents des jurys sont Abderrahmane Sissako pour les fictions des longs métrages, l'égyptienne Jihan El Tahri pour le jury documentaire des longs métrages, la sénégalaise Angèle Diabang Brener pour fiction/Documentaire des Courts métrages, Frédéric Lavigne pour séries TV et films d’animation, le malien Salif Traoré pour les films africains des écoles de cinéma, Alain Gomis pour section perspectives et le sénégalais Moussa Sene Absa pour la section Burkina.

## Sélections
La sélection du Fespaco 2021 regroupe 239 films avec 50 pays représentés,.

### Longs métrages de fiction
Dix-sept films de seize pays sont en compétition pour l'Étalon d'or de Yennenga.
| Titre                                                                       | Réalisation               | Pays           |
| --------------------------------------------------------------------------- | ------------------------- | -------------- |
| Air conditioner                                                             | Mario Bastos              | Angola         |
| Le Père de Nafi (Baamum Nafi)                                               | Mamadou Dia               | Sénégal        |
| Bendskins (Moto Taxi)                                                       | Narcisse Wandji           | Cameroun       |
| Eyimofe (This is My Desire)                                                 | Arie Esiri et Chuko Esiri | Nigeria        |
| Farewell Amor                                                               | Ekwa Msangi               | Tanzanie       |
| Feathers                                                                    | Omar El Zohainy           | Égypte         |
| Freda                                                                       | Gessica Généus            | Haïti          |
| La Femme du fossoyeur                                                       | Khadar Ayderus Ahmed      | Somalie        |
| La Nuit des rois                                                            | Philippe Lacôte           | Côte d'Ivoire  |
| Les Trois Lascars                                                           | Boubakar Diallo           | Burkina Faso   |
| Lingui, Les liens sacrés                                                    | Mahamat Saleh Haroun      | Tchad          |
| Nameless (Les Anonymes)                                                     | Mutiganda wa Nkunda       | Rwanda         |
| Oliver Black                                                                | Tawfik Baba               | Maroc          |
| Souad                                                                       | Ayten Amin                | Égypte         |
| The White Line                                                              | Desiree Kahikopo-Meiffret | Afrique du Sud |
| L'indomptable feu du printemps (This is not a burial, it is a resurrection) | Jeremiah Lemohang Mosese  | Lesotho        |
| Une histoire d'amour et de désir                                            | Leyla Bouzid              | Tunisie        |

### Documentaires longs métrages
| Titre                                        | Réalisation          | Pays                             |
| -------------------------------------------- | -------------------- | -------------------------------- |
| Dans la maison                               | Karima Saidi         | Maroc                            |
| En route pour le milliard                    | Dieudo Hamadi        | République démocratique du Congo |
| Fanon, hier et aujourd'hui                   | Hassane Mezine       | Algérie                          |
| Faya Dayi                                    | Jessica Beshir       | Éthiopie                         |
| Garderie Nocturne                            | Moumouni Sanou       | Burkina Faso                     |
| Janitou                                      | Amine Hattou         | Algérie                          |
| Le Dernier Refuge                            | Ousmane Samassekou   | Mali                             |
| Makongo                                      | Elvis Sabin Ngaibino | République centrafricaine        |
| Marcher sur l'eau                            | Aïssa Maïga          | Sénégal Mali                     |
| Nofinofy                                     | Michaël Andryanaly   | Madagascar                       |
| On the Fence                                 | Nesrine El Zayat     | Égypte                           |
| The Letter                                   | Maia Lekow           | Kenya                            |
| Valdiodio N'Diaye, un procès pour l'Histoire | Amina Ndiaye Leclerc | Sénégal                          |
| When a farm goes aflame                      | Jide Tom Akinleminu  | Nigeria                          |
| Zinder                                       | Aïcha Macky          | Niger                            |

### Fictions court-métrage
| Titre                          | Réalisation          | Pays                              |
| ------------------------------ | -------------------- | --------------------------------- |
| Aboula Ngando                  | Marcus Onalundula    | République démocratique du Congo, |
| About a girl                   | Marwan Nabil         | Égypte                            |
| Amani                          | Alliah Fafin         | Rwanda                            |
| Anonymes                       | Fama Reyane Sow      | Sénégal                           |
| Aziya                          | Karim Boukhari       | Maroc                             |
| Bablinga                       | Fabien Dao           | Burkina Faso                      |
| Daïnes                         | Gopalen Chellapermal | Maurice                           |
| Gwakoulou (Foyer traditionnel) | Moïse Togo           | Mali                              |
| Life on the Horn               | Mo Harawe            | Somalie                           |
| Little Black Dress             | Esteri Tebandeke     | Ouganda                           |
| Nos voisins                    | Delphine Kaboré      | Burkina Faso                      |
| Prisoner and Jailer            | Muhannad Lamin       | Libye                             |
| Les Tissus blancs              | Moly Kane            | Sénégal                           |
| Tabaski                        | Laurence Attali      | Sénégal                           |
| Tuk-tuk                        | Mohamed Kheidr       | Égypte                            |
| What did you dream             | Lediga Karabo        | Afrique du Sud                    |
| Yamb                           | Veyret Winnele       | Gabon                             |
| Zalissa                        | Carine Bado          | Burkina Faso                      |

### Documentaires court-métrage
| Titre                               | Réalisation                 | Pays                      |
| ----------------------------------- | --------------------------- | ------------------------- |
| 5 étoiles                           | Mame Woury Thioubou         | Sénégal                   |
| Boyi Boyi (Double Poumon)           | Bertille Ndeysseit Vopiande | République centrafricaine |
| Ethereality                         | Kantarama Gahigiri          | Rwanda                    |
| Fin                                 | Lara Sousa                  | Mozambique                |
| Jacob Salem Rock the Naaba          | Paraté Yaméogo              | Burkina Faso              |
| Je me suis mordue la langue         | Nina Khada                  | Algérie                   |
| Journey To Kenya                    | Ibrahim Ahmad               | Soudan                    |
| L'inconnu                           | Simplice Ganou              | Burkina Faso              |
| MADA ou l'histoire du premier homme | Laurent Pantaléon           | La Réunion                |
| Nuit debout                         | Nelson Makengo              | République du Congo       |
| Womb Dance                          | Rratsheko Howard Nthite     | Afrique du Sud            |

### Perspective (longs métrages fictions et documentaires)
| Titre                          | Réalisation                                      | Pays          |
| ------------------------------ | ------------------------------------------------ | ------------- |
| Enterrés                       | Françoise Ellong                                 | Cameroun      |
| Faritra                        | Tovoniaina Rasoanaivo et Luck Razanajaona        | Madagascar    |
| For Maria Ebun Pataki          | Damilola Orimogunje                              | Nigeria       |
| Juju Stories                   | Michael Omonoua et Abba Makama et Chukwudi Obasi | Nigeria       |
| La Traversée                   | Irène Tassembedo                                 | Burkina Faso  |
| Les Femmes du Pavillon J       | Mohamed Nadif                                    | Maroc         |
| Maria Kristu, The Buumba Story | Paul Wilo                                        | Zambie        |
| Massoud !                      | Mbaïdé Emmanuel Rotoubam                         | Tchad         |
| Softie                         | Sam Sako                                         | Kenya         |
| The Colonel's Stray Dogs       | Khalid Shamis                                    | Libye         |
| Traverser                      | Joël Akafou                                      | Côte d'Ivoire |
| Tug of War                     | Amil Shivji                                      | Tanzanie      |

### Section Burkina (longs métrages fiction et documentaire)
| Titre                              | Réalisation                | Pays         |
| ---------------------------------- | -------------------------- | ------------ |
| Après ta révolte, ton vote (doc)   | Kiswendsida Parfait Kaboré | Burkina Faso |
| Graine (fiction)                   | Alima Ouedraogo            | Burkina Faso |
| Le chant des fusils (fiction)      | Elliot Ilboudo             | Burkina Faso |
| L'odyssée d'Omar (doc)             | Mamounata Nikiéma          | Burkina Faso |
| Massiiba, le mal d’un peuple (doc) | Seidou Samba Touré         | Burkina Faso |
| Les traces d'un migrant (doc)      | Delphine Yerbanga          | Burkina Faso |
| Tamadjan, l'odyssée (fiction)      | Issa Traoré de Brahima     | Burkina Faso |
| Thomas Sankara, l'humain (doc)     | Boubié Richard Tiéné       | Burkina Faso |

### Séries télévisées
| Titre                             | Réalisation                    | Pays                   |
| --------------------------------- | ------------------------------ | ---------------------- |
| Hôtel Coco                        | Fernand Lepoko                 | Gabon                  |
| Dafra                             | Inoussa Kaboré                 | Burkina Faso           |
| Dérapages                         | Abdoulahad Woné                | Sénégal                |
| Divine                            | Tchatat Flavienne Ndjatcho     | Cameroun               |
| Hante (Dead Places)               | Gareth Crocker                 | Afrique du Sud         |
| Honorables députés                | Serge Armel Sawadogo           | Burkina Faso           |
| Juste quelqu'un de bien           | Jean-Noël Bah                  | Côte d'Ivoire          |
| La villa d'à côté                 | Jacques Gohi Trabi             | Côte d'Ivoire          |
| Le clan du caméléon               | Nissi Joanny Traoré            | Burkina Faso           |
| Les secrets de l'amour            | Benjamin Eyaga                 | Cameroun               |
| Madame… Monsieur                  | Ebenezer Kepombia              | Cameroun               |
| Mami Wata, le mystère d'Iveza     | Samantha Biffot                | Gabon                  |
| Oranges sucrées                   | Alex Ogou                      | Côte d'Ivoire          |
| Une vie de rêve                   | Abdoul Aziz Nikiéma            | Burkina Faso           |
| Voyage de rêve                    | Marina Imboua                  | Côte d'Ivoire          |
| Walabok, comment va la jeunesse ? | Fatoumata Kandé                | Sénégal                |
| Wara ("Les Fauves")               | Kady Traoré                    | Burkina Faso           |
| Femmes au foyer                   | Toumani Sangaré et Oumar Diack | Sénégal, Niger, France |

### Films d'animation
| Titre                                                         | Réalisation                         | Pays                             |
| ------------------------------------------------------------- | ----------------------------------- | -------------------------------- |
| Gbehanzin, le défenseur de la liberté                         | Odilon Assou Edjedji                | Bénin                            |
| Halima's Vote (Le Vote d'Halima)                              | Johnson Mbuotidem                   | Nigeria                          |
| A little bird told me the ABC (Un petit oiseau m'a dit l'ABC) | Diek Glober                         | Afrique du Sud                   |
| Akplokplobito                                                 | Ingrid Agbo                         | Togo                             |
| Especial: Um Presente (Spécial : un cadeau)                   | Nildo Esae                          | Mozambique                       |
| Farah's Song (La chanson de Farah)                            | Mokhtar Tallat                      | Égypte                           |
| Ganja (Les fils du chanvre)                                   | Amath Ndiaye                        | Sénégal                          |
| Garbage Boy and Trash Can (L'éboueur et la poubelle)          | Moshood Ridwan                      | Nigeria, Afrique du Sud          |
| Intergalatic Ice-cream (Glace intergalactique)                | Andrew Philips                      | Afrique du Sud                   |
| Kitwana's Journey (Le voyage de Kitwana)                      | Ng'endo Muki                        | Kenya                            |
| La Loi du plus fort                                           | Koami Tréinnou Amawi                | Togo                             |
| La Vallée de Dinka                                            | Mohamed Kaba                        | Guinée                           |
| Le champ de Zozaniba                                          | Gaoussou Tangara                    | Mali                             |
| Le Jardin d'ataraxie                                          | Jessica Alemdjrodo et Robby Cottard | Togo, France                     |
| Le Troc                                                       | Arouna Camara                       | Mali                             |
| Les contes de Raya                                            | Adja Mariam Soro                    | Côte d'Ivoire                    |
| Letter to Dyslexia                                            | Vernon François et Kwame Nyongo     | Kenya                            |
| Machini                                                       | Frank Mukunday et Trésor Tshibangu  | République démocratique du Congo |
| Majitu                                                        | Mark Kinuthia                       | Kenya, Afrique du Sud            |
| Mark of Love: Celestial Burial 1080p                          | Hermann Kayodé                      | Bénin                            |
| Mofiala                                                       | Boris Kpadenou                      | Togo                             |
| Mozizi                                                        | Amil Shivji                         | Tanzanie                         |
| SouleyMan                                                     | Aloïs Agboglo                       | Bénin                            |
| Super Dad                                                     | Judah Danjuma Ndanusa               | Nigeria                          |
| Tapis vert (l'homme qui arrêta le désert)                     | Claver Yaméogo                      | Burkina Faso                     |
| The Legend of BabaBongo                                       | Selorm Dogoe                        | Ghana                            |
| The Legend of Lwanda Magere                                   | Kwame Nyongo                        | Kenya                            |
| The Satchel (La sacoche)                                      | Nissi Ogulu                         | Nigeria                          |
| The Underestimated Villain (Le méchant sous-estimé)           | Comfort Arthur                      | Ghana                            |

### Films des écoles africaines de cinéma: fictions
| Titre                     | Réalisation                 | École                             | Pays         |
| ------------------------- | --------------------------- | --------------------------------- | ------------ |
| Alchimie                  | Koffi Albéric Attadedji     | ISMA, Bénin                       | Bénin        |
| Balkissa                  | Youssouf Doumbia            | Conservatoire Balla Fasséké, Mali | Mali         |
| Chassé-croisé (Crossover) | Lica Marièlie Dangnivo      | ISMA, Bénin                       | Bénin        |
| De l'autre côté           | Marie Essono                | ESAV, Maroc                       | Gabon        |
| Ewe da                    | Dominique Akrota            | ISMA, Bénin                       | Bénin        |
| Gbemin                    | Morel Zannou                | ISMA, Bénin                       | Bénin        |
| Ibeji (Jumeaux)           | Barnabas Edongesit Udoh     | ISMA, Bénin                       | Nigeria      |
| Ila kiko (Marque tribale) | Abdoul Aziz Basse           | ESAV, Maroc                       | Sénégal      |
| Intraduisible décision    | Agnon Flora Dongbehounde    | ISMA, Bénin                       | Bénin        |
| Italè (Identité)          | Zinhoué Fleur Gloria Hessou | ISMA, Bénin                       | Bénin        |
| Kabako                    | Fatoumata Yarie Camara      | ISAMK, Guinée                     | Guinée       |
| Mon jour de chance        | Sagou Banou                 | ISIS-SE, Burkina Faso             | Mali         |
| Nugbedodo (Promesse)      | Yawa Georges Amouzou        | ESEC, Togo                        | Togo         |
| Orisha                    | Olayèmi Leila Adje-Chabi    | ISMA, Bénin                       | Bénin        |
| Polia                     | Ndeye Astou Bassene         | ISEP-THIES, Sénégal               | Sénégal      |
| Subtil                    | Dissirama Bessoga           | ESTECA, Togo                      | Togo         |
| Une vie volée             | Arlette Jessica Valla       | ISIS-SE, Burkina Faso             | Burkina Faso |
| Vérité de sang            | Nathalie Kagembega          | ISIS-SE, Burkina Faso             | Burkina Faso |

### Films des écoles africaines de cinéma: documentaires
| Titre                               | Réalisation                    | École                             | Pays          |
| ----------------------------------- | ------------------------------ | --------------------------------- | ------------- |
| Binan-Douhô au pays des danses Lobi | Hery Jemima Grâce Kambou       | ISTIC, Côte d'Ivoire              | Côte d'Ivoire |
| Dann Dolé (Résilience)              | Pierre-Maurice Lopy            | Forut Media Centre, Sénégal       | Sénégal       |
| Elegbara (La butte sacrée)          | Gildas Dossou                  | ENSTIC, Bénin                     | Bénin         |
| Femme en couleur                    | Nacy Comlan et Joseph Avimadje | ISMA, Bénin                       | Bénin         |
| La différence, une richesse         | Assétou Koné                   | Conservatoire Balla Fasséké, Mali | Mali          |
| Les gestes qui sauvent              | Nadji Edith Lenta              | IFTIC, Niger                      | Tchad         |
| Réveil historique                   | Mamadou-Lamar Barry            | ISAMK, Guinée                     | Guinée        |

### Panorama: longs métrages fiction
| Titre                                 | Réalisation        | Pays                             |
| ------------------------------------- | ------------------ | -------------------------------- |
| Land of the Braves (Terre des braves) | Tim Huebschle      | Namibie                          |
| Aloevera                              | Peter Kofi Sedufia | Ghana                            |
| Public Toilet (Amansa Tiafi)          | Kofi Ofosou-Yeboah | Ghana                            |
| Citation                              | Kunle Afolayan     | Nigeria                          |
| Haingosoa                             | Edouard Joubeaud   | Madagascar                       |
| Juwaa                                 | Mutiri Nganji      | République démocratique du Congo |
| La vie d'après                        | Anis Djaad         | Algérie                          |
| Le Choix d'Ali                        | Amor Hakkar        | Algérie                          |
| L'Homme qui a vendu sa peau           | Kaouther Ben Hania | Tunisie                          |
| Takami                                | Daniel Kollo Sanou | Burkina Faso                     |
| Um Dia Com Jerusa (A day with Jerusa) | Viviane Ferreira   | Brésil                           |
| Un fils                               | Mehdi Barsaoui     | Tunisie                          |
| Cheytan (Satan)                       | Assane Kouyaté     | Mali                             |

### Panorama: longs métrages documentaires
| Titre                                    | Réalisation        | Pays                             |
| ---------------------------------------- | ------------------ | -------------------------------- |
| Becoming Black                           | Ines Johnson-Spain | Togo, Allemagne                  |
| Buddha In Africa                         | Nicole Schafer     | Afrique du Sud                   |
| Carton rouge                             | Mohamed Saïd Ouma  | Comores                          |
| Days of cannibalism                      | Teboho Edkins      | Lesotho                          |
| Omar Blondin Diop, un révolté sénégalais | Djeydi Djigo       | Sénégal                          |
| Rift Finfinnee                           | Daniel Koter       | Allemagne, Éthiopie              |
| Rumba Rules, new genealogies             | Sammy Baloji       | République démocratique du Congo |

### Section Sukabé (enfants)
| Titre                                 | Réalisation                    | Genre       | Pays          |
| ------------------------------------- | ------------------------------ | ----------- | ------------- |
| Akplokplobito                         | Ingrid Agbo                    | animation   | Togo          |
| Aloevera                              | Peter Koffi Sedufia            | fiction LM  | Ghana         |
| Gbehanzin, le défenseur de la liberté | Odilon Assou Edjedji           | animation   | Bénin         |
| Le Ballon d'or                        | Cheick Doukouré                | fiction LM  | Guinée        |
| Mica                                  | Ismaël Ferroukhi               | fiction LM  | Maroc         |
| Missi Minxo (Respectez les aînés)     | Tiburce Mènaman Silvère Bocovo | fiction CM  | Bénin         |
| Mofiala                               | Boris Kpadenou                 | animation   | Togo          |
| Mozizi                                | Amil Shivji                    | animation   | Tanzanie      |
| Petit Jo, enfant de rues              | Daniel Kamwa                   | fiction LM  | Cameroun      |
| Soundiata, le reveil du lion          | Souffle Kan                    | animation   | Côte d'Ivoire |
| The Legend of Lwanda Magere           | Kwame Nyongo                   | animation   | Kenya         |
| The Satchel (La sacoche)              | Nissi Ogulu                    | animation   | Nigeria       |
| Yamb                                  | Winnele Veyret                 | fiction CM  | Gabon         |
| SLOT CINE BIIGA                       | Association Cauris             | fictions CM |               |
| Marché conclu                         | Stéphane Siri et Angelo Siri   |             | Burkina Faso  |
| Saadia                                | Djamila Nikiéma                |             | Burkina Faso  |
| Le salaire de la facilité             | Abdine Bessir Kaboré           |             | Burkina Faso  |
| Conséquences                          | Uriel Moné                     |             | Burkina Faso  |
| Le stylo magique                      | Zoé Marie Paule Alira          |             | Burkina Faso  |
| 18/17                                 | Anajaélle Urielle Bandé        |             | Burkina Faso  |
| Le Bon Samaritain                     | Fia Barakissa Ganou            |             | Burkina Faso  |

## Palmarès

### Sélection officielle

#### Longs métrages de fiction
Le jury présidé par Abderrahmane Sissako comportait Germaine Acogny, Apolline Traoré, Chiraz Latiri, Ramadan Suleman, Ibrahima Hamid Shaddad, Salif Traoré/A’Salfo,.
L’Étalon de bronze et l’Étalon d’argent sont entièrement pris en charge par la Présidence de la République du Sénégal, pays invité d’honneur.
| Prix                                       | Attribué à                                                                         | Pays          |
| ------------------------------------------ | ---------------------------------------------------------------------------------- | ------------- |
| Étalon d'or (20 M Fcfa)                    | La Femme du fossoyeur de Khadar Ayderus Ahmed                                      | Somalie       |
| Étalon d'argent (10 M Fcfa)                | Freda de Gessica Généus                                                            | Haïti         |
| Étalon de bronze (5 M Fcfa)                | Une histoire d'amour et de désir de Leyla Bouzid                                   | Tunisie       |
| Meilleur scénario (1 M Fcfa)               | Mutiganda wa Nkunda pour Les Anonymes de Mutiganda wa Nkunda                       | Rwanda        |
| Meilleure image (1 M Fcfa)                 | Pierre de Villiers pour L'indomptable feu du printemps de Jeremiah Lemohang Mosese | Lesotho       |
| Meilleur son (1 M Fcfa)                    | Thomas Van Pottelberge pour Freda de Gessica Généus                                | Haïti         |
| Meilleure musique (1 M Fcfa)               | André Mathias pour La Femme du fossoyeur de Khadar Ayderus Ahmed                   | Somalie       |
| Meilleur décor (1 M Fcfa)                  | Samuel Teisseire pour La Nuit des rois de Philippe Lacôte                          | Côte d'Ivoire |
| Meilleur montage (1 M Fcfa)                | Khaled Moeit pour Souad de Ayten Amin                                              | Égypte        |
| Prix d'interprétation féminine (1 M Fcfa)  | Zeinab Jah dans Farewell amor de Ekwa Msangi                                       | Tanzanie      |
| Prix d'interprétation masculine (1 M Fcfa) | Alassane Sy dans Le Père de Nafi de Mamadou Dia                                    | Sénégal       |

#### Longs métrages documentaires
Le jury présidé par Jihan El-Tahri comportait Osvalde Lewat, Hassane Kassi Kouyaté, Abdenour Zahzah, Elias Ribeiro.
| Prix                       | Attribué à                          | Pays                      |
| -------------------------- | ----------------------------------- | ------------------------- |
| Etalon d'or (10M Fcfa)     | Garderie nocturne de Moumouni Sanou | Burkina Faso              |
| Etalon d'argent (5M Fcfa)  | Marcher sur l'eau de Aïssa Maïga    | Sénégal                   |
| Etalon de bronze (3M Fcfa) | Makongo d'Elvis Sabin Gaïbino       | République centrafricaine |

#### Courts-métrages de fiction
Le jury présidé par Angèle Diabang comportait Sid Lamine Salouka, Dorothée Werner, Kivu Ruhorahoza, Kangni Alemdjrodo.
Les prix sont dotés et parrainés par l'Organisation internationale de la Francophonie.
| Prix                        | Attribué à                     | Pays         |
| --------------------------- | ------------------------------ | ------------ |
| Poulain d'or (5M Fcfa)      | Les Tissus blancs de Moly Kane | Sénégal      |
| Poulain d'argent (3M Fcfa)  | Amani de Fafin Alliah          | Rwanda       |
| Poulain de bronze (2M Fcfa) | Zalissa de Carine Bado         | Burkina Faso |

#### Courts-métrages documentaires
Le jury présidé par Angèle Diabang comportait Sid Lamine Salouka, Dorothée Werner, Kivu Ruhorahoza, Kangni Alemdjrodo.
| Prix                        | Attribué à                                | Pays                             |
| --------------------------- | ----------------------------------------- | -------------------------------- |
| Poulain d'or (5M Fcfa)      | Ethereality de Gahigiri Kantarama         | Rwanda                           |
| Poulain d'argent (3M Fcfa)  | Je me suis mordue la langue de Nina Khada | Algérie                          |
| Poulain de bronze (2M Fcfa) | Nuit debout de Nelson Makengo             | République démocratique du Congo |
| Mention spéciale            | Tabaski de Laurence Attali                | Sénégal                          |

#### Section Perspectives
Le jury présidé par Alain Gomis comportait Karim Ainouz, Bukary Sawadogo, Abdourahman Waberi, Adekunle « Nodash » Adeyuyigbe.
| Prix | Attribué à                      | Pays          |
| --- | ------------------------------- | ------------- |
| Mention spéciale                                                                                               | La Traversée d’Irène Tassembedo | Burkina Faso  |
| Prix Oumarou Ganda de la meilleure première œuvre ou deuxième œuvre de film de fiction long métrage (2M Fcfa)  | Tug of war d'Amil Shivji        | Tanzanie      |
| Prix Paul Robeson de la meilleure première œuvre ou deuxième œuvre de film documentaire long métrage (2M Fcfa) | Traverser de Joël Akafou        | Côte d'Ivoire |

#### Section Burkina
Le jury présidé par Moussa Sene Absa comportait Salia Sanou, Joël Karekezi, Oliveira Janaina, Domoina Ratsara
| Prix                                                                   | Attribué à                                               | Pays         |
| ---------------------------------------------------------------------- | -------------------------------------------------------- | ------------ |
| Grand prix du président du Faso du meilleur film burkinabè (5M Fcfa)   | Sur les traces d’un migrant de Delphine Yerbanga         | Burkina Faso |
| Grand prix du Président du Faso du meilleur espoir burkinabé (3M Fcfa) | Après ta révolte, ton vote de Kiswendsida Parfait Kaboré | Burkina Faso |

#### Séries TV et animation, Films africains des écoles de cinéma
Le jury présidé par Frédéric Lavigne décerne les prix Séries TV et animation, et le jury présidé par Salif Traoré les prix pour les films africains des écoles de cinéma :
| Prix                                                          | Attribué à                                              | Pays    |
| ------------------------------------------------------------- | ------------------------------------------------------- | ------- |
| 1er Prix de la meilleure Série TV (3M Fcfa)                   | Walabok, comment va la jeunesse ? de Fatoumata Kandé    | Sénégal |
| 2ème Prix de la meilleure Série TV (2M Fcfa)                  | Mami Wata, le mystère d'Iveza de Samantha Biffot        | Gabon   |
| 1er Prix films d'animation (3M Fcfa)                          | Akplokplobito de Ingrid Agbo                            | Togo    |
| 2ème Prix films d'animation (2M Fcfa)                         | La vallée de Dinkan de Mohamed Kaba                     | Guinée  |
| Prix du meilleur film africain des écoles de cinéma (2M Fcfa) | Mon jour de Chance de Banou Sagou, ISIS du Burkina Faso | Mali    |

### Palmarès des prix spéciaux
Les prix spéciaux ont été décernés vendredi 22 octobre 2021, à la veille de la clôture.
| Prix                                                                                         | Attribué à                                         | Pays         |
| -------------------------------------------------------------------------------------------- | -------------------------------------------------- | ------------ |
| Prix Sembène Ousmane (5 M Fcfa)                                                              | Farewell Amor de Ekwa Msangi                       | Tanzanie     |
| Prix de l'Assemblée nationale (7 M Fcfa)                                                     | Lingui, les liens sacrés de Mahamat-Saleh Haroun   | Tchad        |
| Prix de la ville de Ouagadougou (3 M Fcfa)                                                   | Garderie nocturne de Moumouni Sanou                | Burkina Faso |
| Prix de la LONAB (5 M Fcfa)                                                                  | Tuk-tuk de Mohamed Kheidr                          | Égypte       |
| Prix Signis (2 M Fcfa)                                                                       | Farewell Amor de Ekwa Msangi                       | Tanzanie     |
| Prix de la critique africaine Paulin Soumanou Vieyra                                         | La femme du fossoyeur de Khadar Ayderus Ahmed      | Somalie      |
| Prix Félix Houphouët-Boigny (10 M Fcfa)                                                      | Zalissa de Carine Bado                             | Burkina Faso |
| Prix de l'UEMOA - long métrage (8 M Fcfa)                                                    | Le Père de Nafi de Mamadou Dia                     | Sénégal      |
| Prix de l'UEMOA - court métrage (5 M Fcfa)                                                   | Les Tissus blancs de Moly Kane                     | Sénégal      |
| Prix de l'UEMOA - documentaire (5 M Fcfa)                                                    | Marcher sur l'eau de Aïssa Maïga                   | Sénégal      |
| Prix de l'intégration de la CEDEAO (15 M Fcfa)                                               | Les Trois Lascars de Boubakar Diallo               | Burkina Faso |
| Prix de la femme cinéaste de la CEDEAO (10 M Fcfa)                                           | Zinder de Aïcha Macky                              | Niger        |
| Prix du plus jeune réalisateur de films d’école de la CEDEAO (2 M Fcfa)                      | Intraduisible décision de Agnon Flora Dongbehounde | Bénin        |
| Prix du plus jeune comédien ou comédienne de la CEDEAO (1 M Fcfa)                            | Williams Temi-Ami dans Eyimofe                     | Nigeria      |
| Prix de l'Union africaine (8 M Fcfa)                                                         | The Letter de Maria Lekow et Christopher King      | Kenya        |
| Prix Thomas Sankara du court-métrage (3 M Fcfa)                                              | Tuk-tuk de Mohamed Kheidr                          | Égypte       |
| Prix spécial femme ambassadrice de la paix de l'Agence française de développement (7 M Fcfa) | Zinder de Aïcha Macky                              | Niger        |